# 戈夫-格雷奇方程式
戈夫-格雷奇方程式（英語：Goff-Gratch equation）可以在给定温度的情况下用来确定水的饱和蒸汽压。另一个类似的方程是Arden Buck方程式。

## 历史
戈夫-格雷奇方程式是以它的两个作者戈夫（Goff）和格雷奇（Gratch）命名，他们在文章里介绍了在某个温度下，如何计算平静的水面上水的饱和蒸汽压。戈夫在1957年修订了这个方程，1988年戈夫-格雷奇方程式被世界气象组织所推荐，2000年又进行了进一步修正。

## 方程式
原始的戈夫-格雷奇方程式(1946) 如下:
| {\displaystyle \log \ e^{*}\ =} | {\displaystyle -7.90298(T_{\mathrm {st} }/T-1)\ +\ 5.02808\ \log(T_{\mathrm {st} }/T)}                           |
|                                 | {\displaystyle -\ 1.3816\times 10^{-7}(10^{11.344(1-T/T_{\mathrm {st} })}-1)}                                    |
|                                 | {\displaystyle +\ 8.1328\times 10^{-3}(10^{-3.49149(T_{\mathrm {st} }/T-1)}-1)\ +\ \log \ e_{\mathrm {st} }^{*}} |
其中:
log 是以10为底的对数
e* 水的饱和蒸汽压(hPa)
T是以开尔文表示的绝对温度（K）
Tst是沸点温度(373.15 K)
e*st 是沸点压力(1 atm = 1013.25 hPa)
在冰面上方，水的饱和蒸汽压可简化为：
| {\displaystyle \log \ e_{i}^{*}\ =} | {\displaystyle -9.09718(T_{0}/T-1)\ -\ 3.56654\ \log(T_{0}/T)} |
|                                     | {\displaystyle +\ 0.876793(1-T/T_{0})+\ \log \ e_{i0}^{*}}     |
其中:
log 是以10为底的对数
e*i 在冰面上方水的饱和蒸汽压(hPa)
T 是空气温度(K)
T0 是冰点温度(273.16 K)
e*i0 是冰点压力(6.1173 hPa)